# Mafia: The City of Lost Heaven
Mafia: The City of Lost Heaven je akční počítačová hra viděná pohledem třetí osoby, vyvinutá v roce 2002 českým vývojářským týmem Illusion Softworks (2007–2012 2K Czech). Hráč se ocitá v roli Thomase Angela (původně taxikáře), který se stal členem jedné mafiánské rodiny ve fiktivním městě Lost Heaven ve Spojených státech amerických třicátých let 20. století. Hra obsahuje celkem dvacet misí s velmi různorodou náplní. Hra nabízí (například ve srovnání se soudobými díly série Grand Theft Auto) „dospělý“ příběh, který s sebou ovšem nese jistou linearitu (v klíčových okamžicích hráč nemůže ovlivnit další vývoj událostí).
Mafia získala ve světě i v České republice vysoká hodnocení od hráčů i kritiky a bývá často označována za nejlepší českou videohru vůbec.
Hra obsahuje také režim volné jízdy s možností volby scenérie (jízda městem či krajinou ve dne nebo v noci). Po dohrání všech příběhových misí se dále zpřístupní tzv. extrémní jízda, kde hráč může plnit řadu dalších úkolů. Mafia dostala dvě pokračování: Mafia II (r. 2010) a Mafia III (r. 2016). 25. září 2020 byl pak vydán remake této hry s názvem Mafia: Definitive Edition. V roce 2024 byl oznámen čtvrtý díl série, Mafia: Domovina, který vyšel 8. srpna 2025 a představuje prequel k prvnímu dílu.

## Herní svět

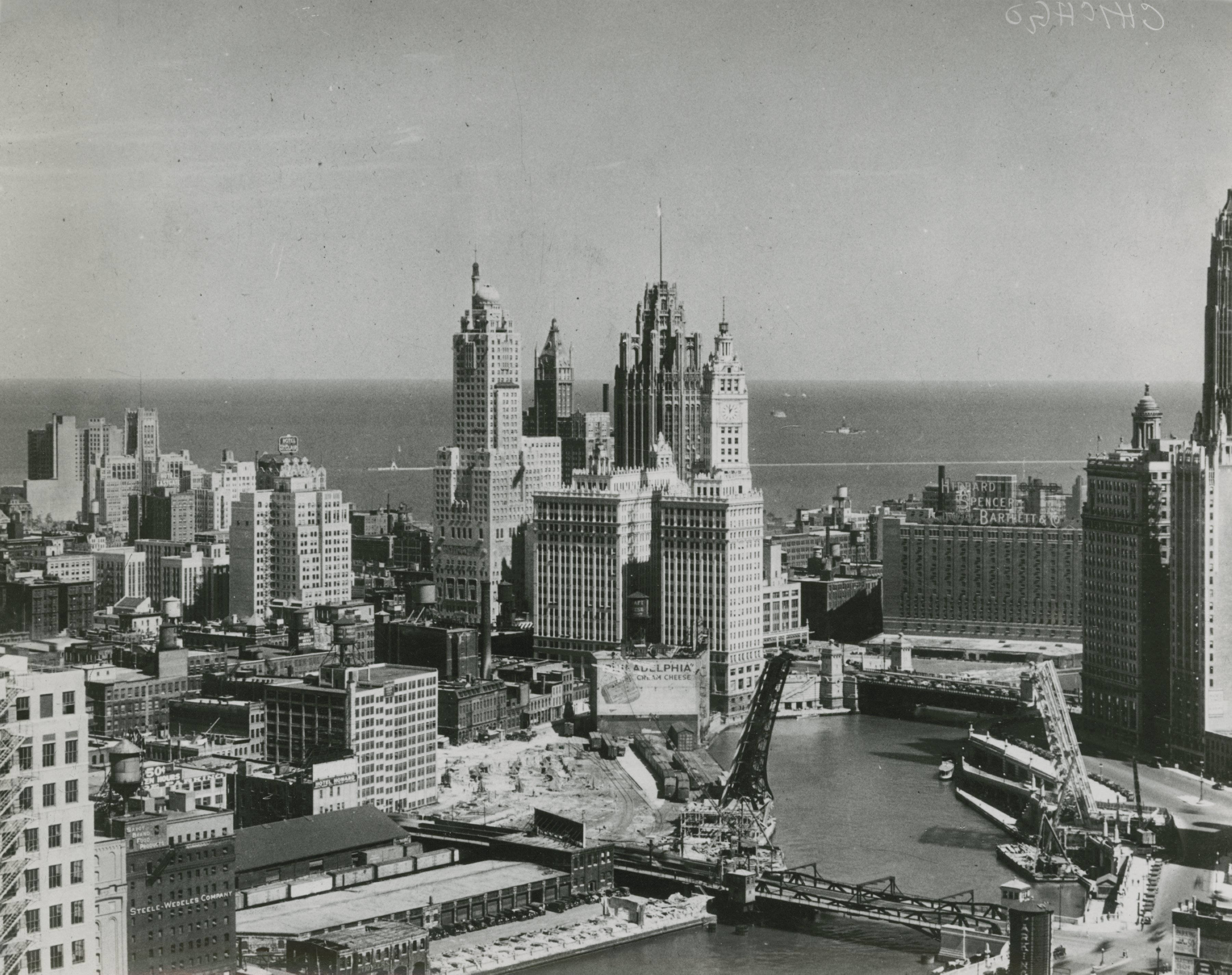
Chicago 30. let 20. století. Jeden z hlavních zdrojů inspirace k Lost Heaven

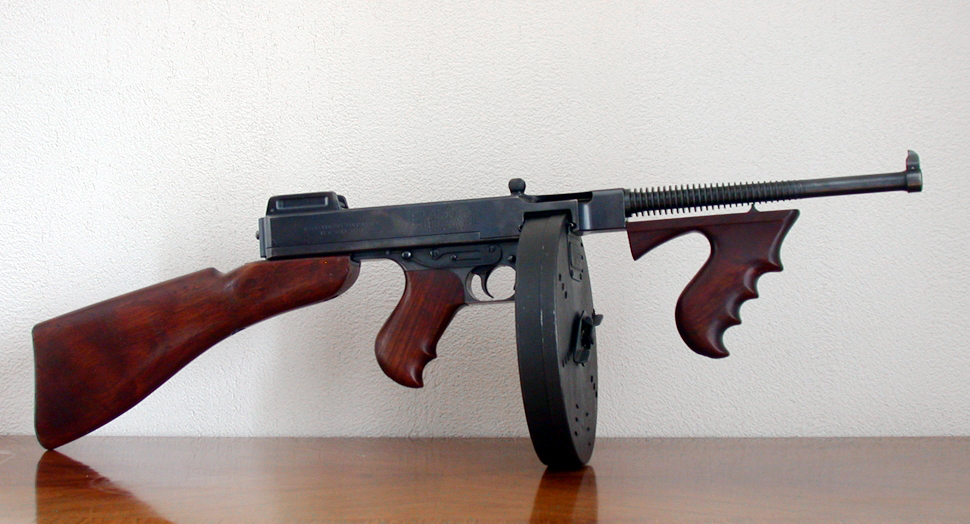
Samopal Thompson, symbol organizovaného zločinu za časů prohibice

### Město
Hra se odehrává ve fiktivním městě Lost Heaven, jehož volnou předlohou je Chicago 30. let 20. století. Rozloha města (bez „venkova“) je zhruba 3,19 km². Město leží na pevnině a jednom ostrově při ústí řeky. Můžeme ho rozdělit na tři části: západní, střední a východní. V západní části jsou tři čtvrti: Chinatown (čtvrť čínských přistěhovalců), Little Italy (čtvrť přistěhovalců z Itálie a sídlo rodiny Salieri) a Works Quarter (průmyslová čtvrť s přístavem, ve které žijí především dělníci z Irska). Střední část města leží na ostrově a celé se jí říká Central Island (jedná se o hlavní a nejbohatší část celého města, kterou tvoří finanční a obchodní sektor, většinu staveb tvoří mrakodrapy). Ve východní části jsou čtyři čtvrtě: New Ark (sídlo rodiny Morella, čtvrť plná hazardů a nevěstinců), Hoboken (chudinská čtvrť města), Downtown (čtvrť mrakodrapů, hotelů a barů), Oakwood (čtvrť převážně rodinných domků střední vrstvy) a Oak Hill (vilová čtvrť městské smetánky). Kromě rozsáhlé silniční sítě lze v Lost Heaven využívat nadzemní dráhu a tramvaj.
Náplní hry je řízení aut (přeprava mezi lokacemi, honičky a závody) a pěší část, typická pro střílečku z pohledu třetí osoby, která obsahuje běhání a střílení, vyskytují se i stealth a adventurní prvky. Hráč může navštívit množství detailně vymodelovaných interiérů, jako je například letiště, muzeum, kostel, restaurace a opuštěná věznice. Mise se odehrávají za různého počasí a v různých denních dobách. Na naprostou většinu misí dostane hráč přidělené zbraně, další lze nalézt na místě nebo u padlých nepřátel.

### Policie
Policie je důležitou součástí herního světa. Policisté se o přestupcích hráče navzájem informují telefonem a vysílačkou (umístěnou v červených „sloupech“). Po spáchání přestupku o tom ví pouze policista, jenž hráče viděl; po zavolání z „červeného sloupu“ jsou alarmováni všichni policisté. Pokud ale spáchá přestupek někdo jiný, není nijak postižen.
Za menší přestupky (jako jsou nepřiměřená rychlost, projetí křižovatky na červenou a dopravní nehody) je hráči uložena pokuta (1000 $ ve volné jízdě, v příběhové kampani pouze proběhne animace). Vážnější zločiny mohou vést k zatčení nebo až k přestřelce. Počet nasazených policistů se zvětšuje úměrně se závažností zločinu a pokud se bude hráč snažit utéct, může to skončit policejními zátarasy, ostnatými pásy položenými na silnici a policisty číhající na hráče za svými obrněnými vozy (s brokovnicemi a samopaly).
Některé přestupky nejsou nijak stíhány, například jízda na nesprávné straně silnice nebo jízda po chodníku.

### Gangsteři
Gangsteři se objevují jen v jízdě. Mají na sobě vždy černý kabát a klobouk. Za zabití gangstera je odměna 500 $. Pěší gangsteři mají u sebe vždy Thompson 1928. Gangsteři v autech jezdí ve dvou typech aut (Falconer Gangster a Wright Coupe Gangster) a mohou mít upilovanou brokovnici, Thompson 1928, nebo Smith and Wessony model Magnum či 10 M&P. Pěší gangster se hráče pokouší zabít když je napaden, málem přejet autem, a hráče se pokouší zabít dokonce i když ho omylem málem přejede někdo jiný. Gangsteři v autech se snaží hráče zabít, i když do nich nabourá. Pěší gangster, který se snaží hráče zabít, když po hráčovi jde policie začne střílet i do policie nebo policii ukradne auto.

### Lokace v Lost Heaven
Bar Black Cat – Jedná se o menší bar v Little Italy. V příběhu má hráč šanci na něj narazit v 10. misi Omerta, kdy mu dá Lucas Bertone za úkol zmlátit Velkého Stana, který u baru postává.
Pompeii bar – Jeden z barů v Hobokenu. Je pod ochranou rodiny Salieri. Poprvé k tomuto baru hráč zavítá ve 2. misi Uprchlík, kdy k němu ve svém taxi odveze zákazníka. Ve 4. misi Běžná rutina k baru odveze Sama s Pauliem, aby vybrali výpalné.
Clarkův motel – Jedná se o malý motel na kraji venkova u Lost Heaven. O motelu není moc známo. Je jasné, že v horním patře se nacházely tři pokoje, dole kulečník a malý bar. Motel byl pod ochranou rodiny Dona Salieriho, ale majitel motelu Bill Clark často zaostával ve svých platbách. Ve 4. misi Běžná rutina jsou Sam, Paulie a Tom posláni do motelu vybrat peníze. To se ale promění v přestřelku poté, co zjistí že motel si převzal Morello, Paulie byl postřelen do břicha a Sam byl zmlácen. Oba, včetně peněz, zachránil Tom.
Hotel Corleone – Nachází se v Down Townu poblíž místního kostela. Název hotelu byl odvozen z vesničky v mafiánském filmu Kmotr. Jedná se o luxusní nevěstinec v Lost Heaven. Původně patřil pod ruku rodiny Salieri, majitel Hotelu se ale časem přidal na stranu Morella. V misi Coura/Kněz je tak Thomas Angelo zaúkolován, aby majitele podniku zabil jako výstrahu všem, kteří by chtěli rodinu Salieri zradit a ukradnout jeho účetní knihy. Navíc musí do vzduchu vyhodit i jeho kancelář a zavraždit prostitutku Michelle, která udávala členy Salieriho rodiny policii.
Kostely – V Lost Heaven se nachází celkem dva kostely. První je v Down Townu. Řeč je o kostele, který nechal opravit radní Lost Heaven. Poprvé na tento kostel hráč může narazit ve 2 misi Uprchlík, kdy k němu zaveze svého zákazníka. Do kostela se poté podívá v misi Kněz, kdy se do něj nedopatřením dostal Tommy během úniku před policií. Byl tak svědkem pohřbu Billyho, syna radního města Lost Heaven, kterého v předešlé misi zabil on a Paulie. Johny, kamarád zesnulého, si ale Toma všimne a nařídí ozbrojeným mužům, aby ho zabili. Tom ale vyhraje, knězi dá peníze na úhradu škod a odchází.
Další kostel je v Oakwoodu. V příběhu o něm sice žádná zmínka nepadla, často kolem něj ale projedete. Hráč ho rovněž může vidět na úvodní scéně před samotným začátkem příběhu. Do tohoto malého kostela se hráč nedostane.
First National Bank – Navzdory jejímu názvu se jedná o malou banku sídlící v Down Townu. Poprvé se s ní může hráč setkat v 10. misi Omerta, kdy si do ní jel Tommy vyzvednout účetní knihy. Podruhé se s ní shledá v 19. misi Melouch, kdy ji vykradl Tommy s Paulem.
Restaurace Italian Garden – Jedná se o restauraci na Central Islandu specializující se na italskou kuchyni. Založena byla roku 1919 a rád ji navštěvoval Sergio Morello Junior. S restaurací se hráč setkává v 15. misi Bastard se štěstím, kdy Salieri nařídí Tommymu a Pauliemu, aby Sergia Morella Juniora v restauraci zabili. Sergio ale ten den v restauraci nebyl a Paulie tak nedopatřením zabil špatného mafiána z rodiny Morello.
Galerie – Galerie umění v Lost Heaven, ve které jsou obrazy a sochy za několik desítek miliónů dolarů. U galerie často postával informátor Salieriho Malej Tonny se svým psem. Při vytváření galerie se autoři hry inspirovali galerií Uměleckohistorické muzeum v rakouské Vídni. Do galerie se hráč podívá v závěrečné 20. misi Smrt umění.
Hasičská stanice – Nachází se v Little Italy, západně od mostu West Marshall. V příběhu se s hasičskou stanicí hráč nijak výrazně nesetká, po městě ale jezdí jejich vozy Bolt Firetruck, které si může ukrást.
Nemocnice – S nemocnicí se poprvé a naposledy v příběhu hráč setkává ve 2. misi Uprchlík, kdy k ní doveze zákazníka. Nachází se v New Arku vedle Terranova Bridge, který spojuje New Ark a China Town. Je to jedna z největších budov ve městě Lost Heaven. Je bílá s modrými okny a hnědými dveřmi.
Využít ji může i ve volné jízdě, kdy mu za 1000 dolarů doplní životy na plný počet.
Letiště – Nachází se na venkově, cca kilometr od New Arku. Letiště je jeden z důležitých ekonomických orgánů Lost Heaven, protože do města přivádí např. obchodníky. Na letišti jsou dvě přistávací dráhy, jenž se navzájem kříží. Na letišti je též letecká škola pro výcvik pilotů.
Na letiště se hráč poprvé podívá v 10. misi Omerta, kdy dostal Tom za úkol převzít od zrádce Franka účetní knihy a následně ho i zabít.
Šanci podívat se na letiště má ještě v 16. misi Smetánka. Pokud mu Morello při pronásledování zabočí na letiště, sestřelí jeho letadlo a tím ho zabije.
Policejní stanice – Sídlo policie Lost Heaven se nachází na jihu Central Islandu. Policie byla původně na výplatní pásce Salieriho rodiny. V 9. misi Výlet do přírody se ale policie přidala k mužům Morella. Tato spolupráce končí dějově někdy po 10. misi Omerta.
Staré vězení – Jde o bývalé vězení Lost Heaven. Není jasno, kdy přesně bylo uzavřeno. Zajímavostí je, že cely tohoto vězení neměly záchody ale pouze díry dlouhé jen pár centimetrů. Ta samá díra byla též pro sprchování vězňů a vyklízení výkalů. Po uzavření sloužilo vězení pouze jako tajná klubovna pro pár gangů. Při tvorbě vězení se tvůrci inspirovali nepoužívaným vězením v Uherském Hradišti.
Do tohoto vězení se hráč podívá v 17. misi Volební kampaň, kdy se Tom musí dostat na věž vězení (cestou zabít velké množství gangsterů) a odstřelit odtamtud politika.
Vězení – Jediné funkční vězení Lost Heaven se nachází uprostřed Central Islandu. V příběhu o žádném vězni z tohoto vězení nepadla zmínka. Je však možné, že zde nějaký čas seděl Tommy Angelo nebo minimálně někdo z rodiny Salieri.
Fotbalový stadion  – Jedná se o fotbalový stadion v Hobokenu, kde své domácí zápasy hraje tamní mužstvo Lost Heaven, Vzhledem k velikosti hřiště i tribun je onen tým zřejmě na profesionální úrovni. I když má hlavní vchod uzavřen, na hřiště se hráč může dostat tak, že budovu z pravé strany obejde. Na stadion v příběhu narazí v 11. misi Návštěva lepší společnosti, kdy k němu jede vyzvednout Salvatora, který bydlí poblíž.
Nádraží – Hlavní vlakové nádraží v Lost Heaven sídlí konkrétně ve Works Quarter. Nelze vstoupit na stanici ani do jejího depa. V příběhu o něm rovněž není žádná zmínka.
Oakwood Junior High School – Jedná se o velkou střední školu ve městě. Hráč na ní narazí v 19. misi Melouch, kdy mu Lucas zadá, aby ukradl auto jednomu z učitelů této školy.
Palermo Club – Místní tělocvična a boxerský klub na Market Ave v Hobokenu. Přístupná je pouze v 19. misi Melouch, kdy se do ní po loupeži ukryje Tom a Paulie před policií.
Pepe's Restaurant – Jde o vyhlášenou restauraci kuchaře Pepého, přistěhovalce ze Sicílie. Jeho malá ale vyhlášená restaurace se nachází v zapadlé uličce New Arku. Tuto restauraci miloval Ennio Salieri. Ve 13. misi Dobrou chuť se Salieri rozhodl, že si do této restaurace vyrazí na oběd. Jeho osobní strážce Carlo se ale omluvil, že je nemocný. Do restaurace se tak s ním vydal Tommy. V té ale došlo k atentátu na Salieriho, který ale on, Tom a Pepe přežili. Po útoku poslal Pepemu peníze na opravu rozstřílené restaurace. Zrádce Carlo je následně zabit v tílku a trenýrkách na dvorku svého bytu nacházející se poblíž Salieriho baru. Špatnému osudu ale Pepe neunikl, o několik let později došlo v jeho restauraci k loupeži, při které byl zabit.
Rainbow Garden – Jde o ne moc úspěšnou restauraci v Down Townu u moře, před kterou je velké parkoviště. Má modrou barvu se špinavými okny a dveřmi. Uvnitř má lesklou černou podlahu a kachličkové zdi. V 15. misi Bastard se štěstím k této restauraci přijeli Tommy a Paulie zabít Sergia Morella jr. Pauliemu se ale zasekla zbraň a oba atentátníci byli nuceni uprchnout.
Stage Bottle Bar – Luxusní bar na Central Islandu. Bar se nachází naproti zastávce Giuliano Street. V Tomto baru Tommas Angelo vypráví svůj mafiánský život detektivu Normanovi. V běžné hře se bar vzhledově dosti liší, hráč do něj nemůže vstoupit či se podívat dovnitř.

### Vozidla
| Původní značka   | Původní značka   | Fiktivní značka |
| ---------------- | ---------------- | --------------- |
| Ford             | Ford             | Bolt            |
| Auburn           | Auburn           | Bruno           |
| Alfa Romeo       | Alfa Romeo       | Caesar          |
| Mercedes-Benz    | Mercedes-Benz    | Celeste Marque  |
| Pontiac          | Pontiac          | Crusader        |
| Hudson           | Hudson           | Guardian        |
| Studebaker       | Studebaker       | Falconer        |
| Cadillac         | Cadillac         | Lassiter        |
| Phantom Corsair  | Phantom Corsair  | Manta Prototype |
| Chevrolet        | Chevrolet        | Schubert        |
| Pierce Arrow     | Pierce Arrow     | Silver Fletcher |
| Cord             | Cord             | Thor            |
| Duesenberg       | Duesenberg       | Trautenberg     |
| Chrysler Airflow | Chrysler Airflow | Ulver           |
| Buick            | Buick            | Wright          |

Ve hře je 51 klasických amerických aut a devatenáct bonusových (odemčených po splnění příběhových misí). Automobily jsou do hry přidávány v souladu s příběhem (na začátku jsou ve hře automobily z 20. let a na konci z 30. let). Hra podporuje model poškození téměř u všech vozidel. Důraz je kladen i na detaily, jako je prostřelení nádrže a rozbití motoru. Většinu součástí vozidel (např. okna, pneumatiky, světla a nárazníky) lze rozbít nebo ulomit. K dopravě také slouží tramvaj a nadzemní dráha, žádný z těchto dvou prostředků však hráč nemůže ovládat.

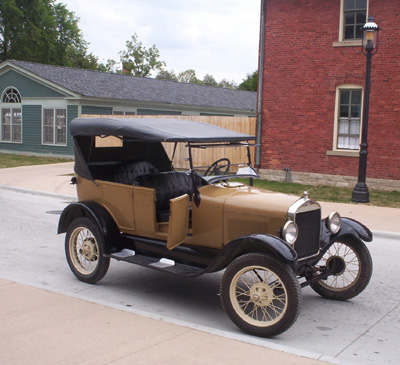
Ford model T (ve hře Bolt Ace Touring)
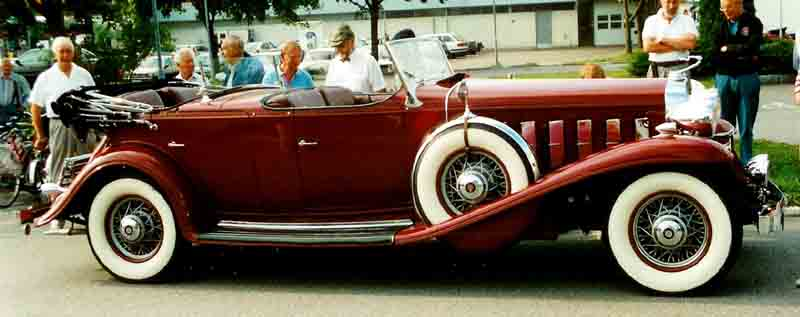
Cadillac V16 Phaeton (ve hře Lassiter V16 Phaeton)
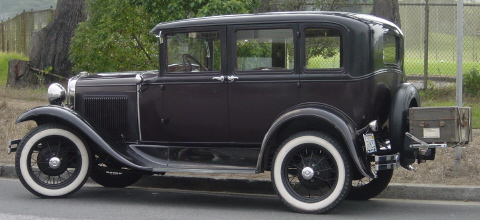
Ford model A Fordor (ve hře Bolt Model B Fordor)
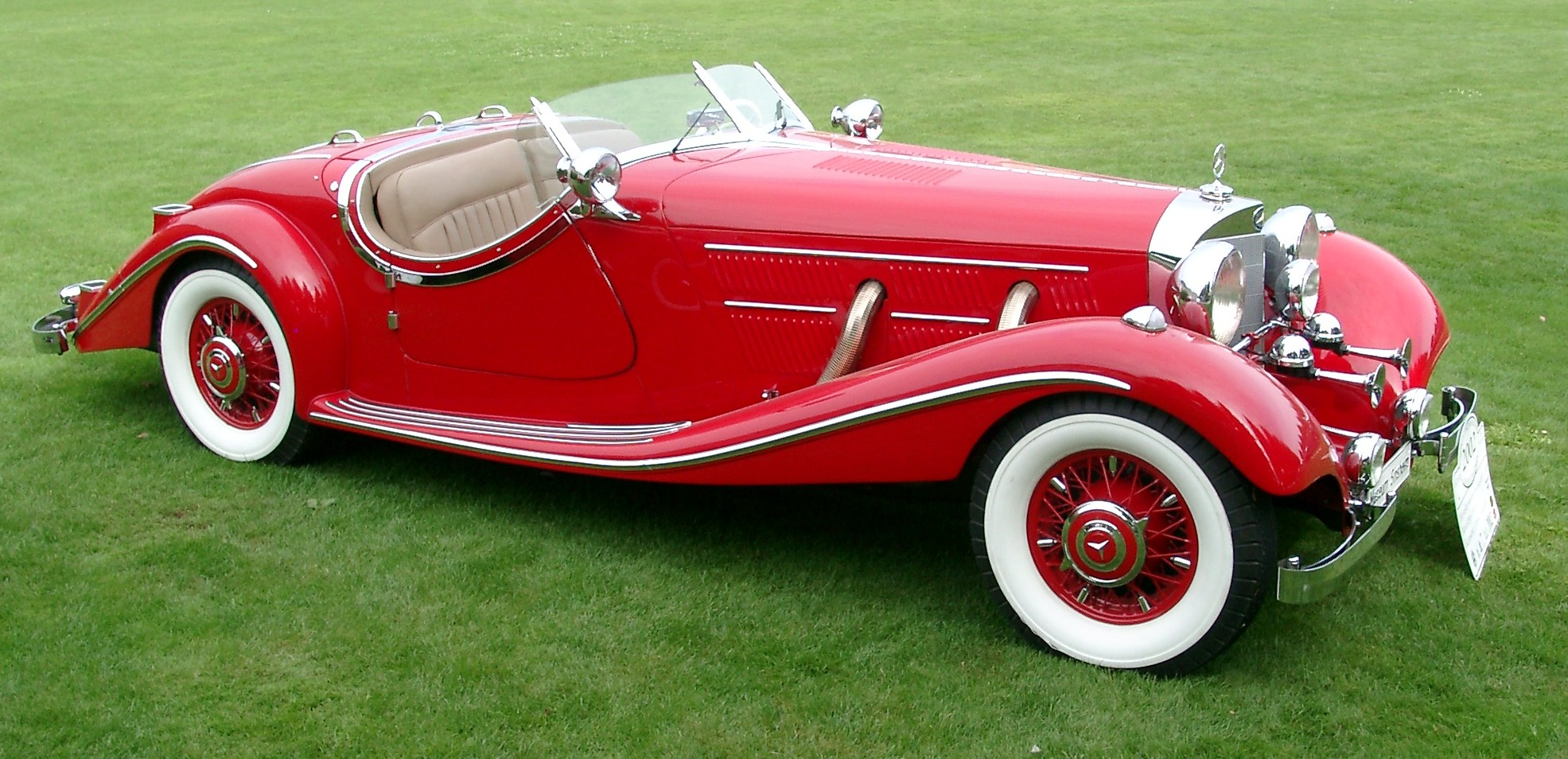
Mercedes-Benz 500 K (ve hře Celeste Marque 500)
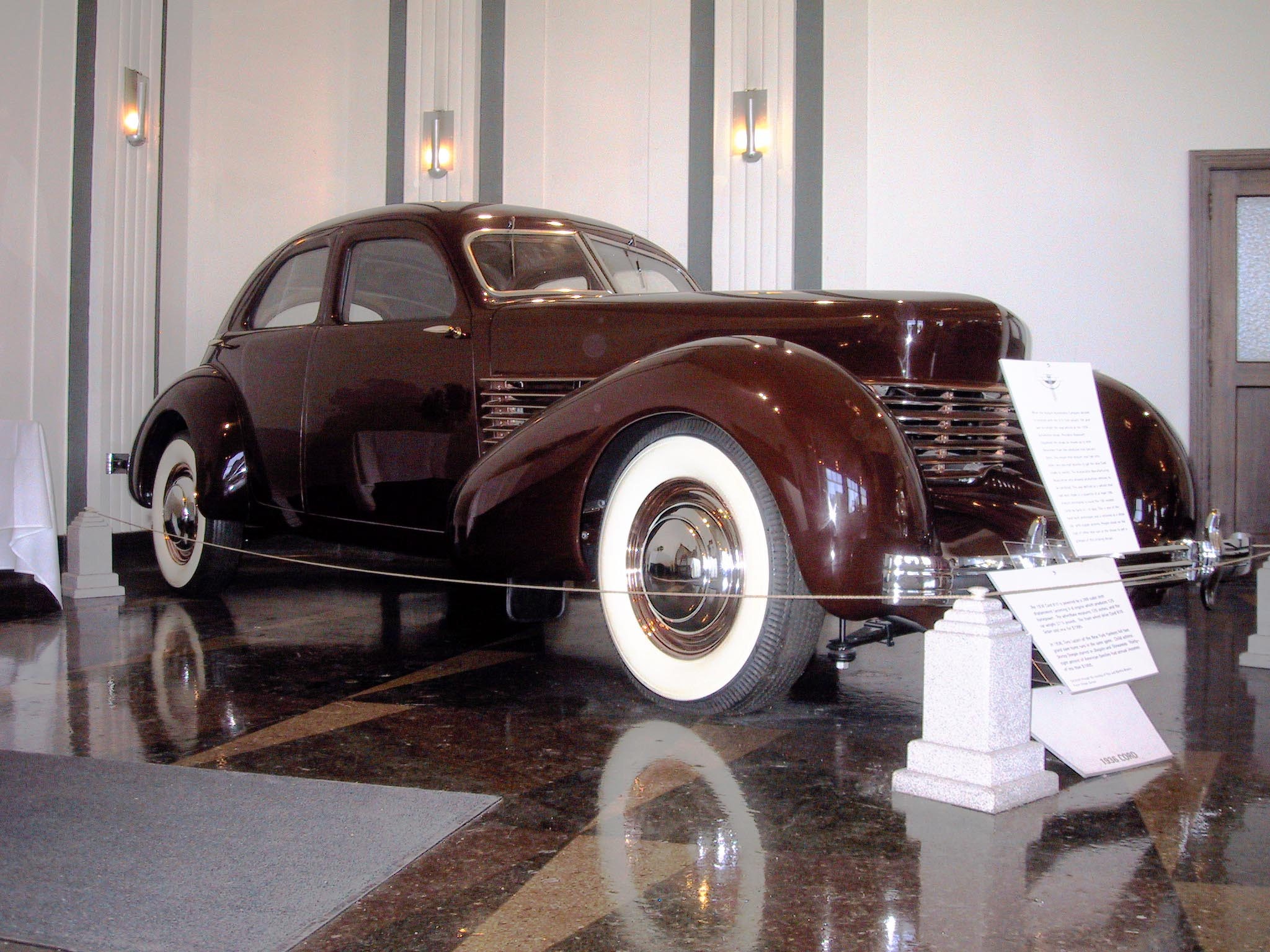
Cord 810 Phaeton (ve hře Thor 810 Phaeton FWD)
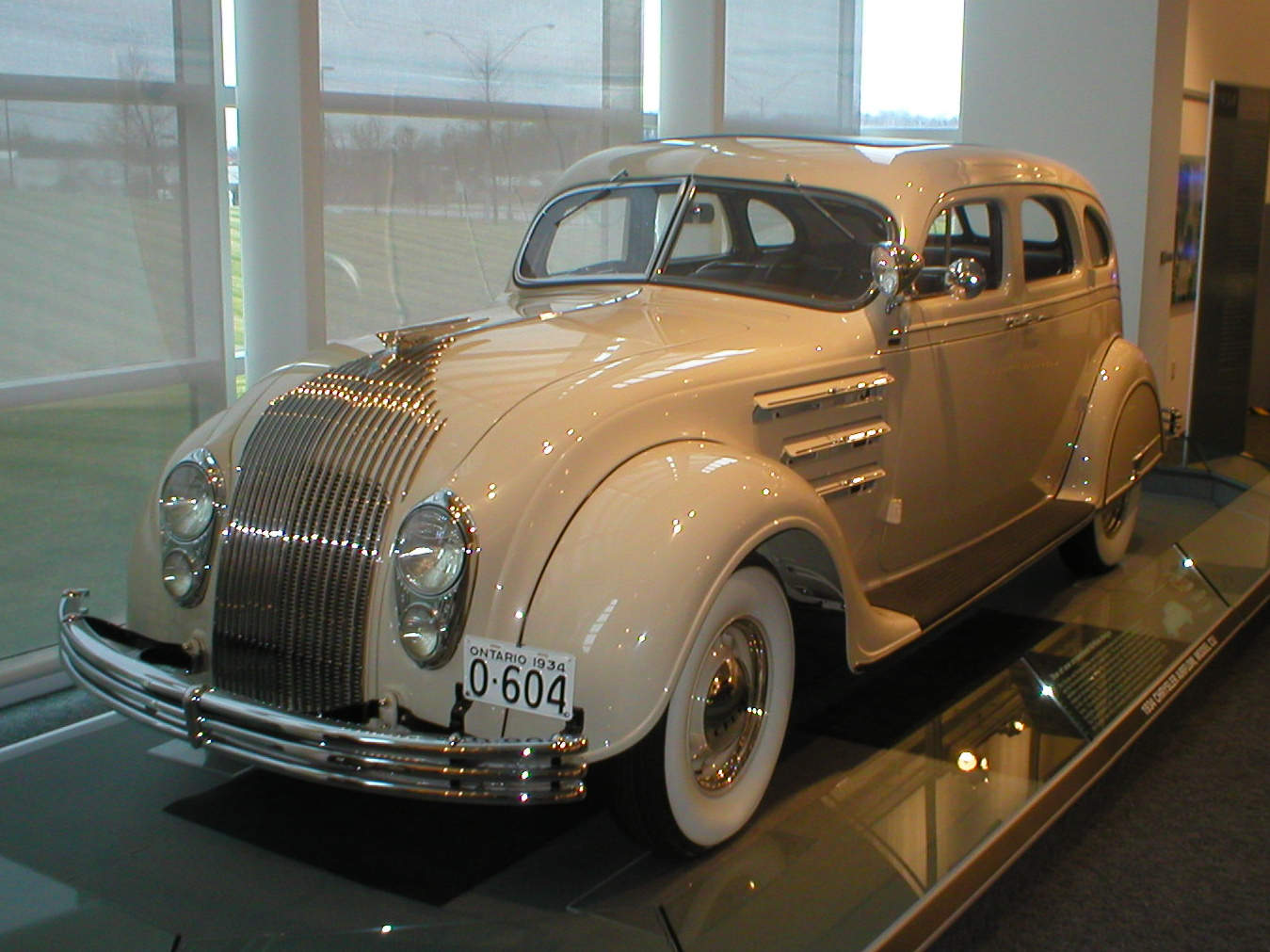
Chrysler Airflow (ve hře Ulver Airstream)
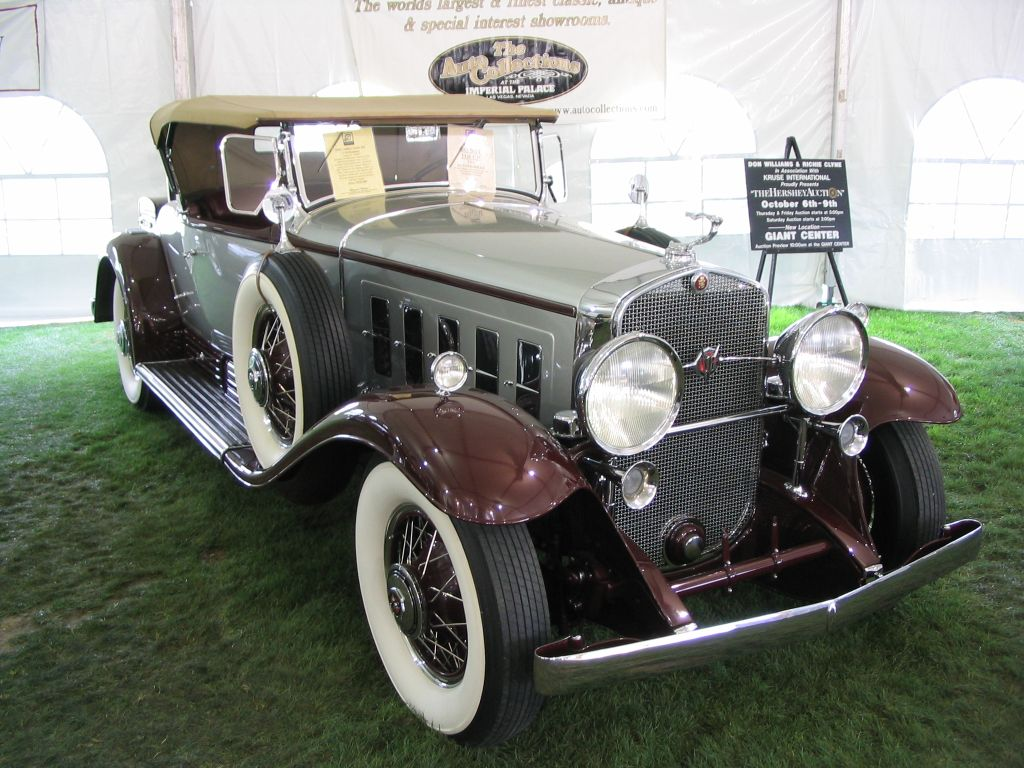
Cadillac V-16 Roadster (ve hře Lassiter V16 Roadster)
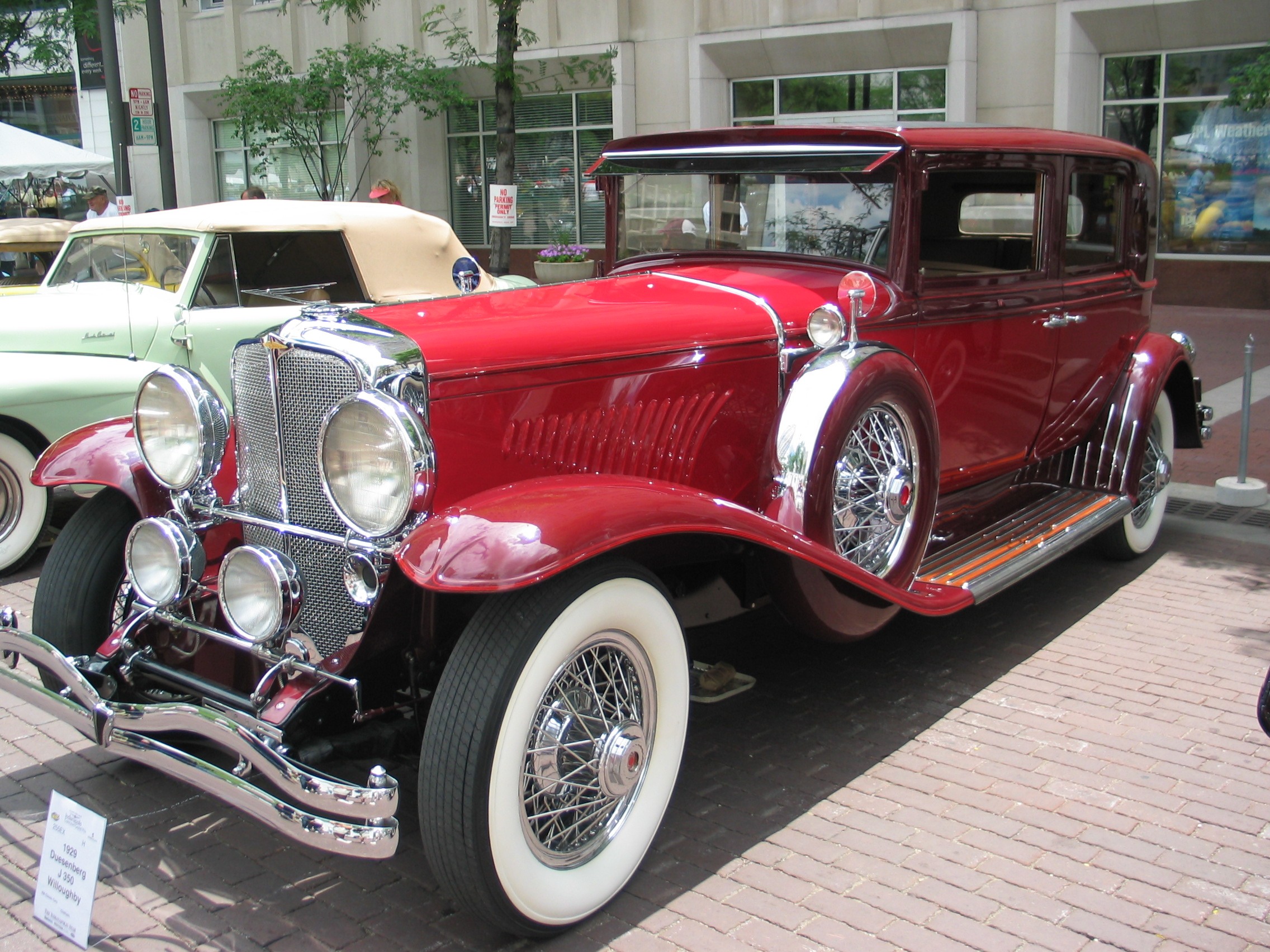
Duesenberg Model J (ve hře Trautenberg Model J)

#### Seznam vozidel ve hře
Ve hře se vyskytuje přes sedmdesát vozů. Jednotlivé automobily jsou vytvořeny podle skutečných předloh, ale původní značky byly změněny na fiktivní (z licenčních důvodů). Tabulka zobrazuje seznam automobilových značek a jejich „zástupců“.
| Vozidlo ve hře (v závorce jednotlivé modely)                               | Předloha ve skutečnosti                   | Poznámka                         | Hmotnost | Počet válců | Výkon    | Max. rychlost |
| -------------------------------------------------------------------------- | ----------------------------------------- | -------------------------------- | -------- | ----------- | -------- | ------------- |
| Bolt Ace (Coupe, Fordor, Pickup, Runabout, Touring, Tudor)                 | Ford Model T                              | nejmenší auto ve hře             | 800 kg   | 4           | 16,2 kW  | 72 km/h       |
| Bolt Ambulance                                                             | Ford Model A                              | varianta vozidla Bolt Model B    | 950 kg   | 4           | 29,7 kW  | 97 km/h       |
| Bolt Firetruck                                                             |                                           | varianta vozidla Bolt Truck      | 3000 kg  | 8           | 74 kW    | 100 km/h      |
| Bolt Hearse                                                                |                                           | varianta vozidla Bolt Model B    | 950 kg   | 4           | 29,7 kW  | 97 km/h       |
| Bolt Truck (bez přídavku, Flatbed, Covered)                                | Ford Model AA                             | výskyt znaků Boltu Modelu B      |          | 8           | 74 kW    | 100 km/h      |
| Bolt Model B (Cabriolet, Coupe, Delivery, Fordor, Pickup, Roadster, Tudor) | Ford Model A                              |                                  | 1075 kg  | 4           | 29,7 kW  | 97 km/h       |
| Bolt V8 (Coupe, Fordor, Roadster, Touring, Tudor)                          | Ford Model B (nejspíše Model 18)          |                                  | 1170 kg  | 8           | 47,8 kW  | 122 km/h      |
| Brubaker 4WD                                                               | Miller V16 (1931)                         | závodní auto                     | 1100 kg  | 8           | 220 kW   | 225 km/h      |
| Bruno Speedster 851                                                        | Auburn Speedster 852                      |                                  | 1702 kg  | 8           | 110,3 kW | 166 km/h      |
| Caesar 8C 2300 Racing                                                      | Alfa Romeo 8C 2300                        | Závodní auto                     | 920 kg   | 8           | 130,9 kW | 225 km/h      |
| Caesar 8C Mostro                                                           | Alfa Romeo 8C Monza                       | Závodní auto                     | 1000 kg  | 8           | 104,4 kW | 170 km/h      |
| Carrozella C-Otto 4WD                                                      | Bugatti Type 54                           | Závodní auto                     | 950 kg   | 8           | 220 kW   | 225 km/h      |
| Celeste Marque 500 K                                                       | Mercedes-Benz 500 K [W29]                 |                                  | 1200 kg  | 6           | 118 kW   | 170 km/h      |
| Crusader Chromium (Fordor, Tudor)                                          | Pontiac Silver Streak                     |                                  | 1500 kg  | 8           | 62,5 kW  | 130 km/h      |
| Falconer (bez přídavku, Gangster, Yellowcar)                               | Studebaker Dictator (1930)                |                                  | 1520 kg  | 6           | 58,8 kW  | 120 km/h      |
| Guardian Terraplane (Coupe, Fordor, Tudor)                                 | Hudson Terraplane                         |                                  | 1316 kg  | 6           | 74 kW    | 140 km/h      |
| Lassiter V16 Appolyon                                                      |                                           | jednotlivé typy se dosti liší    | 2500 kg  | 16          | 170 kW   | 175 km/h      |
| Lassiter V16 Charon                                                        |                                           |                                  | 2650 kg  | 16          | 136 kW   | 135 km/h      |
| Lassiter V16 Fordor                                                        | Cadillac V16                              | auto Sergia Morella jr.          | 2812 kg  | 16          | 170 kW   | 160 km/h      |
| Lassiter V16 Phaeton                                                       | Cadillac V-16 model 335B                  |                                  | 2650 kg  | 16          | 136 kW   | 135 km/h      |
| Lassiter V16 Police                                                        | Cadillac V-16 model 70                    | policejní auto                   | 2812 kg  | 16          | 170 kW   | 150 km/h      |
| Lassiter V16 Roadster                                                      | Cadillac V-16 Roadster                    | auto Ennia Salieriho             | 2500 kg  | 16          | 150 kW   | 150 km/h      |
| Schubert Six (-, Police)                                                   | Chevrolet Six (série sedan, 1929–1932)    | policejní auto                   | 1346 kg  | 6           | 34 kW    | 100 km/h      |
| Schubert Extra 6 (Fordor, Police Fordor, Tudor, Police Tudor)              | Chevrolet Master sedan (1935–1937)        | policejní nahrazují Schubert Six | 1346 kg  | 6           | 62,5 kW  | 130 km/h      |
| Silver Fletcher                                                            | Pierce-Arrow                              | auto prokurátora                 | 2314 kg  | 12          | 128,8 kW | 185 km/h      |
| Thor 810 Sedan FWD                                                         | Cord 810 Beverly/Westchester Sedan (1936) |                                  | 1656 kg  | 8           | 93 kW    | 150 km/h      |
| Thor 810 Phaeton FWD                                                       | Cord 810 Convertible Phaeton Sedan (1936) |                                  | 1656 kg  | 8           | 93 kW    | 150 km/h      |
| Thor 812 Cabriolet FWD                                                     | Cord 812 Supercharged Convertible (1937)  | vylepšná verze Thoru 810         | 1814 kg  | 8           | 125 kW   | 164 km/h      |
| Trautenberg Model J                                                        | Duesenberg model J                        |                                  | 1700 kg  | 8           | 195 kW   | 185 km/h      |
| Trautenberg Racer 4WD                                                      |                                           | závodní auto                     | 877,5 kg | 8           | 110,4 kW | 220 km/h      |
| Ulver Airstream (Fordor, Tudor)                                            | Chrysler Airflow                          |                                  | 1550 kg  | 8           | 95,7 kW  | 145 km/h      |
| Wright (Coupe, Gangster, Fordor)                                           | Buick Special (1936–1938)                 |                                  | 1600 kg  | 8           | 104 kW   | 155 km/h      |

#### Seznam vozidel v extrémní jízdě
| Vozidlo ve hře      | Předloha ve skutečnosti                      | Poznámka                                                                          | Hmotnost | Počet válců | Výkon    | Max. rychlost |
| ------------------- | -------------------------------------------- | --------------------------------------------------------------------------------- | -------- | ----------- | -------- | ------------- |
| Black Dragon 4WD    | Ford A Coupe (upravené)                      | extrémní jízda, hot rod                                                           | 1000 kg  | 8           | 180 kW   | 200 km/h      |
| Black Metal 4WD     |                                              | extrémní jízda (mise na mostě a vzducholodí), založen na Shubert Extra Six Fordor | 7000 kg  | 16          | 400 kW   | 105 km/h      |
| Bob Mylan 4WD       | Chevrolet Tudor                              | extrémní jízda (mise s odjišťováním bomb), název po Bobu Dylanovi                 | 1346 kg  | 8           | 200 kW   | 175 km/h      |
| Bolt-Thrower        | Ford Thunderbird (1957)                      | extrémní jízda (mise s neviditelným mužem)                                        | 1619 kg  | 8           | 167,8 kW | 180 km/h      |
| Crazy Horse         | Ford Model T Coupe (upraveno do hot rodu)    | extrémní jízda                                                                    | 1300 kg  | 16          | 250 kW   | 250+ km/h     |
| Demoniac            | Ford model T Runabout (upraveno do hot rodu) | extrémní jízda (mise pronásledování letadla)                                      | 700 kg   | 16          | 221 kW   | 199 km/h      |
| Disorder 4WD        | Ford V8 Roadster (upraveno do hot rodu)      | extrémní jízda                                                                    | 900 kg   | 8           | 148 kW   | 205 km/h      |
| Flame Spear 4WD     |                                              | extrémní jízda, založeno na vozidle Trautenberg Racer 4WD                         | 950 kg   | 8           | 220 kW   | 205 km/h      |
| Flamer              | Mercedes 500k                                | extrémní jízda                                                                    | 1100 kg  | 8           | 160 kW   | 210 km/h      |
| Flower Power        | Ford A Delivery                              | extrémní jízda (mise se Speedem Gonzalesem), při jízdě vychází dým z kabiny       | 1800 kg  | 12          | 128,8 kW | 185 km/h      |
| Hillbilly 5.1 FWD   | Ford Thunderbird beater (z 50. let)          | extrémní jízda                                                                    | 1619 kg  | 8           | 167,8 kW | 180 km/h      |
| HotRod              | Ford V8 Coupe (upraveno do hot rodu)         | extrémní jízda (mise se zabitím mořského monstra)                                 | 1300 kg  | 16          | 200 kW   | 250 km/h      |
| Luciferion FWD      | Hudson Coupe (1935)                          | extrémní jízda                                                                    | 1548 kg  | 8           | 218 kW   | 230 km/h      |
| Manta Prototype FWD | Phantom Corsair                              | extrémní jízda (odstřelovačská mise)                                              | 2025 kg  | 8           | 140 kW   | 175 km/h      |
| Manta Taxi FWD      | Phantom Corsair                              | extrémní jízda, založeno na vozidle Manta Prototype FWD                           | 2025 kg  | 8           | 140 kW   | 175 km/h      |
| Masseur             | Ford model A Pickup (upraveno do hot rodu)   | extrémní jízda                                                                    | 1200 kg  | 12          | 240 kW   | 195 km/h      |
| Masseur Taxi        | Ford model A Pickup (upraveno do hot rodu)   | extrémní jízda, založeno na vozidle Masseur                                       | 1200 kg  | 12          | 240 kW   | 195 km/h      |
| Mutagen FWD         | Cord 810 Sedan FWD                           | extrémní jízda (mise pronásledování UFO)                                          | 1650 kg  | 8           | 280 kW   | 200 km/h      |
| Speedee 4WD         | Ford V8 Coupe (1934)                         | extrémní jízda                                                                    | 1050 kg  | 8           | 240 kW   | 215 km/h      |

### Zbraně
Ve hře je velké množství zbraní, mimo jiné baseballová pálka, kovová tyč, boxer, nůž, prkno, páčidlo, Colt 1911, Colt Detective Special, Smith & Wesson Model 27 Magnum, Smith & Wesson Model 10 M&P, Thompson 1928, pumpovací a upilovaná brokovnice, odstřelovací puška Mosin-Nagant, puška Springfield 1903 (US Rifle), granát a Molotovův koktejl.

### Volná jízda
V režimu volné jízdy se hráč může pohybovat po celé mapě bez omezení. Na začátku má možnost výběru auta a umístění na mapě (neplatí pro Malé město). Volná jízda umožňuje hráči mimo jiné taxikařit, kochat se krajinou, vydělávat rychlou jízdou, zabíjením gangsterů, nebo ničením aut (celkově ale hra nenabízí tak rozsáhlé možnosti, jako např. konkurenční Grand Theft Auto). Rozehranou hru lze uložit v Salieriho baru. Když si hráč rozbije auto, může zajet k Lucasovi do servisu. Pokud se zraní, vyléčí se v nemocnici.

### Extrémní jízda
Režim extrémní jízdy se odemkne po dokončení příběhu. Tom má svůj domek ve čtvrti Oakwood, kde lze hru uložit nebo se vyléčit. Ve městě se objeví pár skokanských můstků a dvacet postav, kteří zadávají Tomovi úkoly. Po splnění úkolu dostane hráč odměnu v podobě nového auta. Pokud si ale auto rozbije, nemá možnost jej opravit. Nápovědu pro nalezení dalších úkolů hráč dostane u majáku. Ve městě nejsou žádní policisté ani mafiáni, hráč má město jen pro sebe.

## Příběh

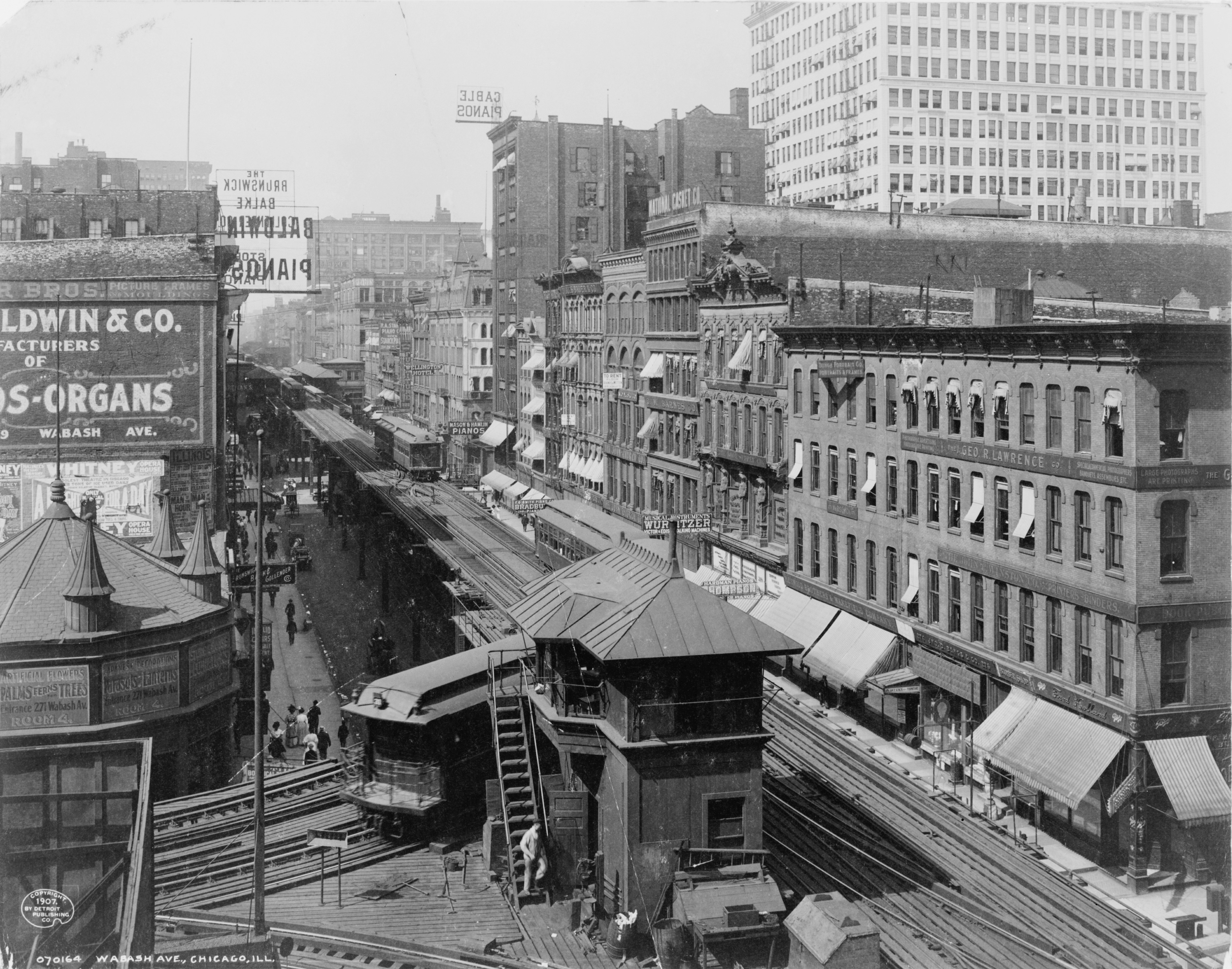
Nadzemní dráha v Chicagu na počátku 20. století

### Zasazení
Děj hry je vsazen do neklidných 30. let 20. století, kdy Spojenými státy zmítá Velká hospodářská krize, miliony lidí jsou bez práce. Prohibice je na vrcholu a s ní i organizovaný zločin, který na ní vydělal astronomické částky. Města ovládají mocné mafiánské rodiny, které nezřídka soupeří o nadvládu.
Jedním takovým městem je i Lost Heaven, fiktivní město podobné tehdejšímu Chicagu, z části také New Yorku a Los Angeles. Honosné centrum, plné mrakodrapů, střídají chudinské čtvrti. Jelikož se jedná o přístavní město se strategickou polohou, je zde soustředěn průmysl, který přináší davy dělníků, většinou přistěhovalců z Irska a z Itálie. Italů žije v Lost Heaven tolik, že zde vznikla celá čtvrť nesoucí název Little Italy („Malá Itálie“). Tato čtvrť je ovládána mocnou mafiánskou rodinou Salieri. Vše je zde podřízeno nepsaným zákonům tohoto gangu včetně policie a úřadů. Mafiánskou rodinu ovládá mocný Don Salieri. Salieri je především obchodník a to, co má, získal především svojí obratností, taktikou a intuicí.
Don Salieri není zatím tak silný, aby ovládal celé Lost Heaven. Na druhé straně města, ve čtvrti New Ark působí konkurenční rodina Dona Morella. Morello je velice obávaná postava celého města, prahnoucí po nadvládě. Díky svým brutálním metodám získal značnou moc. Ovládá odbory a jeho bratr Sergio vlastní přístav ve čtvrti Works Quarter („Dělnická čtvrť“). Z toho mu plynou značné peníze. Navíc je napojen na některé politiky města, zejména pana radního, jemuž dohazuje voličské hlasy zastrašováním dělníků. Je zde pouze jedna překážka, gang Salieriho v Little Italy. Jeho síla je značná a stále roste, což Morella značně znepokojuje. Dona Salieriho zná velmi dobře, protože dříve spolu působili v jednom gangu Dona Peponeho. Po jeho smrti se ale jejich cesty rozešly a každý si založil vlastní rodinu. Morello se v průběhu příběhu rozhodne Salieriho gangu vyhlásit válku. Začne systematicky jít po jeho lidech a narušovat jeho obchody.

### Postavy
- Thomas „Tommy“ Angelo je hlavní postava hry. Tommy pracuje jako taxikář v ulicích Lost Heaven. Tím, že zachrání mafiány Paulieho a Sama, si znepřátelí Morellův gang. Proto se přidá do Salieriho rodiny. V Salieriho rodině pozná také svou budoucí ženu Sáru. Dabing: Marek Vašut (česky), Mike Sorvino (anglicky)
- Paulie Lombardo je Tommyho parťák a jeho nejlepší přítel. Je to cholerik se smyslem pro humor. V dětství vyrůstal Paulie na ulici, a don Saliery si ho vzal pod svá křídla. Paulieho postupně přestane mafiánský život bavit, a rozhodne se že vyloupí banku. Dabing: Petr Rychlý (česky), William Demeo (anglicky)

- Sam Trapani je Tommyho a Paulieho parťák. Je to málomluvný a uzavřený muž. Po smrti Morella se stane Sam pobočníkem Dona Salieriho. Sam patří k nejvěrnějším členům Salieriho rodiny, a odmítne Paulieho plán na vyloupení banky. Dabing: Luděk Čtvrtlík (česky), Matt Servitto (anglicky)
- Don Ennio Salieri je boss mafiánské rodiny. Salieri a Morello byli kdysi „levá a pravá ruka“ dona Peponeho. Ten se však jednoho dne utopil a oni si město rozdělili a začali spolu soupeřit o moc. Salieri si jako mafián zakládal na slušném chování, byl spíše obchodníkem než mafiánem. Po smrti Morella se stal hlavním šéfem města Lost Heavent. Dabing: Antonín Molčík (česky), George DiCenzo (anglicky)

- Don Marcu Morello je boss mafiánské rodiny a úhlavní nepřítel dona Salieriho. V mládí společně se Salierim pracoval pro Dona Peponeho, než ho zradili a odstranili. Dabing: Milan Bouška (česky), John Doman (anglicky)
- Frank Colletti je consigliere dona Salieriho. Dabing: Dalimil Klapka (česky), Dan Grimaldi (anglicky)
- Vincenzo je specialista na zbraně. Dabing: Miroslav Saic (česky), John Tormey (anglicky)
- Ralph je koktavý automechanik, který se stará o vozy Salieriho rodiny. Dabing: Tomáš Sýkora (česky)
- Lucas Bertone má svůj vlastní autoservis. Má kontakty v lostheavenském podsvětí. Je možné u něj plnit řadu nepovinných misí. Dabing: Václav Knop (česky)
- Sára (Sarah Angelo) je dcera barmana Luigiho. Později se stává Tomovou ženou. Dabing: Linda Rybová (česky), Cara Buono (anglicky)
- Salvatore je specialista na odemykání trezorů. Dabing: Zdeněk Hruška (česky)
- Pepe je šéfkuchařem v Lost Heavenu. Provozuje vlastní restauraci spojenou s pizzerií v New Arku. Jeho restaurace je nejoblíbenějším místem Dona Salieriho. Dabing: Jiří Valšuba (česky), Renaud Sebbane (anglicky)
- Kněz je zbožný a slušný pacifista. Celebroval zádušní mši, při níž došlo k přestřelce. Dabing: Zbyšek Pantůček (česky)
- Idiot Joe se poprvé objevil v misi Omerta, kde prozradil informace o místě, kde policie skrývala Consiglieriho Franka. Dabing: Bohdan Tůma (česky)
- Tlustej Biff je Salieriho informátor v Chinatownu. Poprvé se vyskytuje v misi radši si zvykej. Dabing: Jiří Kodeš (česky)
- Malý Tony je informátor. Má kontakty na policii i na soud. Lze na něj narazit v Central Islandu u Muzea. Dabing: Jiří Valšuba (česky)
- Žlutej Pete je prodavač zbraní v Lost Heaven. Vlastní menší obchod v Hobokenu u bývalého kina kde nelegálně prodává zbraně. Dabing: Karel Richter (česky), Ray DeMattis (anglicky)
- Norman je detektiv lostheavenské policie, kterému Angelo vypráví svůj příběh. Dabing: Alexej Pyško (česky), David O'Brian (anglicky)[5]

### Kapitoly příběhu

#### Prolog
Vyprávění začíná konspirativním setkáním protagonisty Thomase Angela s detektivem Normanem. Tom se rozhodl změnit svůj život, svěřit se pod ochranu policie a svědčit proti zločinecké organizaci, pro kterou pracoval několik let. V retrospektivě pak odkrývá celý svůj příběh.

#### Nabídka, která se neodmítá (1930)
K mafii se Tom dostal náhodou a z nouze. Jednoho dne blízko něj havaroval vůz, ve kterém seděli dva Salieriho mafiáni, Paulie a Sam, které pronásledovali Morellovi lidé. Zranění gangsteři vylezli z rozbitého auta a zamířili k Tomovu taxíku. S pistolí v ruce ho donutili vzít je do vozu a následně ujet pronásledovatelům.
V následující honičce městem skutečně útočníkům ujedou. Poté Tom oba gangstery odveze do obávané čtvrti Little Italy k Salieriho baru. Když dorazí na místo, oba muži zmizí v baru. Zanedlouho se otevřou dveře, z nichž vyjde mohutnější ze dvojice gangsterů, Sam. Jak jde k Tomovu taxíku, sahá do vnitřní kapsy. Tom si myslí, že je zle, ale než stačí nastartovat, je Sam u něj a z kapsy tahá obálku s penězi a dává mu ji společně s návrhem, aby se přidal k jejich gangu. Tom jen poděkuje s tím, že si to rozmyslí.

#### Uprchlík
Thomas Angelo pokračuje v práci obyčejného taxikáře a rozváží lidi po celém městě Lost Heaven. Když pak jednoho dne odpočívá na parkovišti, najdou si ho lidi od Morella a pokusí se mu zničit auto a zmlátit ho. Tom po pronásledování a honičce v uličkách Little Italy uteče do Salieriho baru, kde nalezne potřebnou ochranu. Obrátit se na policii by nemělo smysl, protože i tam má Morello své lidi. Navíc vidina velkých výdělků je lákavá. A tak se Tom Angelo stává členem Salieriho mafie, zpočátku zastává funkci řidiče.

#### Molotov Party
(Tady je historická nepřesnost, protože označení Molotovův koktejl pochází až z roku 1939). Jako první úkol musí Tom zničit zápalnými láhvemi a baseballovou pálkou jako odplatu tři automobily Morella a případně poškodit nebo ukrást auto z tamější garáže.

#### Běžná rutina
V kapitole Běžná rutina se původní plán pouze omezoval na vybírání výpalného. Poté, co Morellovi podřízení v Clarkově Motelu za městem zajmou Sama, Tomova nadřízeného v hierarchii Mafie, a seberou mu peníze, zvrhne se tam situace v přestřelku a Tom situaci vyřeší.

#### Intermezzo 1 (1938)
V intermezzu sedí Thomas s detektivem Normanem v kavárně a diskutují nad událostmi, které se zatím v příběhu staly. Detektiv se ptá Thomase na jeho názor na vraždění lidí a on odpovídá, že je to situace, ve které byl a poté povídá o vlivu, který měl na další lidi. Poté se Norman ptá na policii a Thomas odpovídá, že u ní je velká korupce. Poté připojuje mezi dalšími i historku o Morellovi, který zbil muže kvůli drobné autonehodě.

#### Fairplay (1932)
Kapitola Fairplay se točí kolem automobilových závodů, v nichž je Tom instruován, aby sabotoval auto jednoho ze závodníků, aby Salieri nepřišel o pověst, když celou čtvrť instruoval o vsázení si na jejich jezdce. Po úspěšně sabotáži závodního auta, při které se Tomas seznámí s automechanikem Lucasem Bertonem, je favorit Salieriho napaden a Tom se nakonec musí sám zúčastnit závodu, v němž zvítězí.

#### Sára
Na začátku kapitoly je Thomas požádán barmanem Luigim, aby doprovodil jeho dceru Sáru domů, protože ji den předtím obtěžovali nějací výtržníci. Výtržníci je opět obtěžují, tak je Tom zbije. Poté, co Sáru doprovodí domů, se s ní intimně sblíží.

#### Radši si zvykej
Poté, co Salieri obdrží informace o útoku na dceru Sáru jeho kuchaře a barmana Luigiho, se tomu rozhodne udělat přítrž. Vyšle Toma a Paulieho, aby zmrzačili partu výtržníků. Informace od tlustého Biffa je zavede do Čínské čtvrti, kde se strhne bitka a po ní i přestřelka a honička. Tato akce ale později způsobí Salieriho organizaci značné problémy.

#### Coura
Thomas je v autě instruován Frankem, že jeden šéf nevěstince se přidal k Morellovi, a proto musí zemřít. Také, že mezi výtržníky, které předtím zabili, byl i syn radního, který má ten den pohřeb. K tomu musí do vzduchu vyhodit i jeho kancelář a zavraždit prostitutku Michelle, která udává členy Salieriho rodiny policii. Tom misi splní, ovšem, když má zastřelit Michelle, projeví soucit a spokojí se s jejím slibem, že okamžitě opustí město. Dal jí balík peněz, které měl u sebe, a Michelle okamžitě opustila budovu.

#### Kněz
Po explozi kanceláře Thomas prchá přes střechy domů za pronásledování policie až do kostela, kde právě probíhá pohřeb muže, kterého Paulie zabil. Jeden z pozůstalých však poznává Tommyho, který se ukrývá u oltáře v sakristii, a dochází k přestřelce, během které vyjde najevo, že smrt nebožtíka byla způsobena o pár dnů dříve právě během honičky v Čínské čtvrti.

#### Intermezzo 2 (1938)
Tom a Norman opět řeší události, o kterých Thomas povídal. Údajně došlo i na spojení Morella a policie. Tom začal vést ještě divočejší život než žil doposud. Kvůli tomu mu do duše promlouvá Frank.

#### Výlet do přírody (1933)
Gangsterská trojice je instruována, že má převzít zásilku alkoholu na odlehlé farmě. Vše se ale zvrtne a Sam je málem zabit. Tom pak Sama odveze k rodinnému lékaři.

#### Omerta
Tentýž den consigliere Frank pod nátlakem předává policii důležité účetní knihy. Na Salieriho příkaz se Tom vydává vystopovat Franka, získat knihy a nakonec ho zlikvidovat. To ho zavede až na lostheavenské letiště. Nakonec ale Franka nezabije, pouze jej donutí vrátit dokumenty a nechává jej odletět do Evropy.

#### Návštěva lepší společnosti
Salieriho organizaci je třeba definitivně zabezpečit proti trestnímu stíhání, protože prokurátor na ni vyvíjí velký tlak. Proto je Tom vyslán ukrást prokurátorovi vyšetřovací spis z trezoru v jeho domě.

#### Skvělý obchod
Paulie získal kontakt na skvělý obchod s nelegálním alkoholem, ke kterému by mělo dojít v nadzemním parkovišti. Na místě se však vyskytnou Morellovi zabijáci, kteří vyvolají přestřelku.

#### Intermezzo 3 (1938)
V třetím intermezzu se baví Norman s Angelem o konci prohibice, svatbě se Sárou, popisu aktivit mafie, odporu mafie ke drogám, pravidlech mafie a morálce na obou stranách.

#### Dobrou chuť (1935)
Tom je požádán, aby Salieriho doprovodil na oběd do restaurace k Pepému, kde je na něho spáchán atentát. Po úspěšném odražení útoku dochází Salieri ke zjištění, že jeho bodyguard Carlo ho zradil. Proto je nutné se pomstít i jemu. Tom zabil Carla potupně ve spodním prádle.

#### Všechno nejlepší
Salieri dochází ke zjištění, že je potřeba odstranit radního, který je významný Morellův spojenec. Atentát proběhne na jeho oslavě narozenin, která se odehrává na palubě parníku.

#### Bastard se štěstím
Válka gangů se přiostřuje. Po několika neúspěšných pokusech je zabit Sergio Morello, bratr Dona Morella, v přístavu.

#### Smetánka
Nakonec Tom zabije i jeho bratra „Dona“ Morella (tato kapitola má tři alternativní konce, jeden na letištní ranveji se sestřeleným letadlem, druhý na nedostavěném mostě za městem po pádu z mostu a třetí ve kterém je Morello zavražděn během vystupování z auta při odbočování na letiště.).

#### Intermezzo 4 (1938)
Thomas vysvětluje svoje vidění světa a konfrontuje ho s detektivem Normanem. Vysvětluje také systém hierarchie a jak to vidí on.

#### Volební kampaň (1938)
Thomas zastřelí ze starého vězení odstřelovací puškou potenciálně nebezpečného politika a Salieriho vítězství se zdá být úplné.

#### Jen tak pro radost
Salieri vysílá Toma, Paulieho a Sama, aby získali zásilku kubánských doutníků. Před splněním úkolu Paulie navrhuje mimo doslech Salieriho přepadení banky, to však Sam označuje jako zradu, a proto z tohoto návrhu schází. Po splnění úkolu v Salieriově skladišti Paulie a Tom zjistí, že v krabičce s doutníky byly ukryty diamanty. To je utvrdí v přesvědčení, že Salieri před nimi zatajuje část výnosů, proto Tom přijme od Paulieho nabídku trochu si finančně pomoci společným přepadením banky.

#### Melouch
Po návštěvě Paulieho bytu, jízdou nadzemkou, průzkumu banky, nakoupení zbraní a získání auta dochází k přepadení banky. Přepadení končí úspěšně.

#### Smrt umění

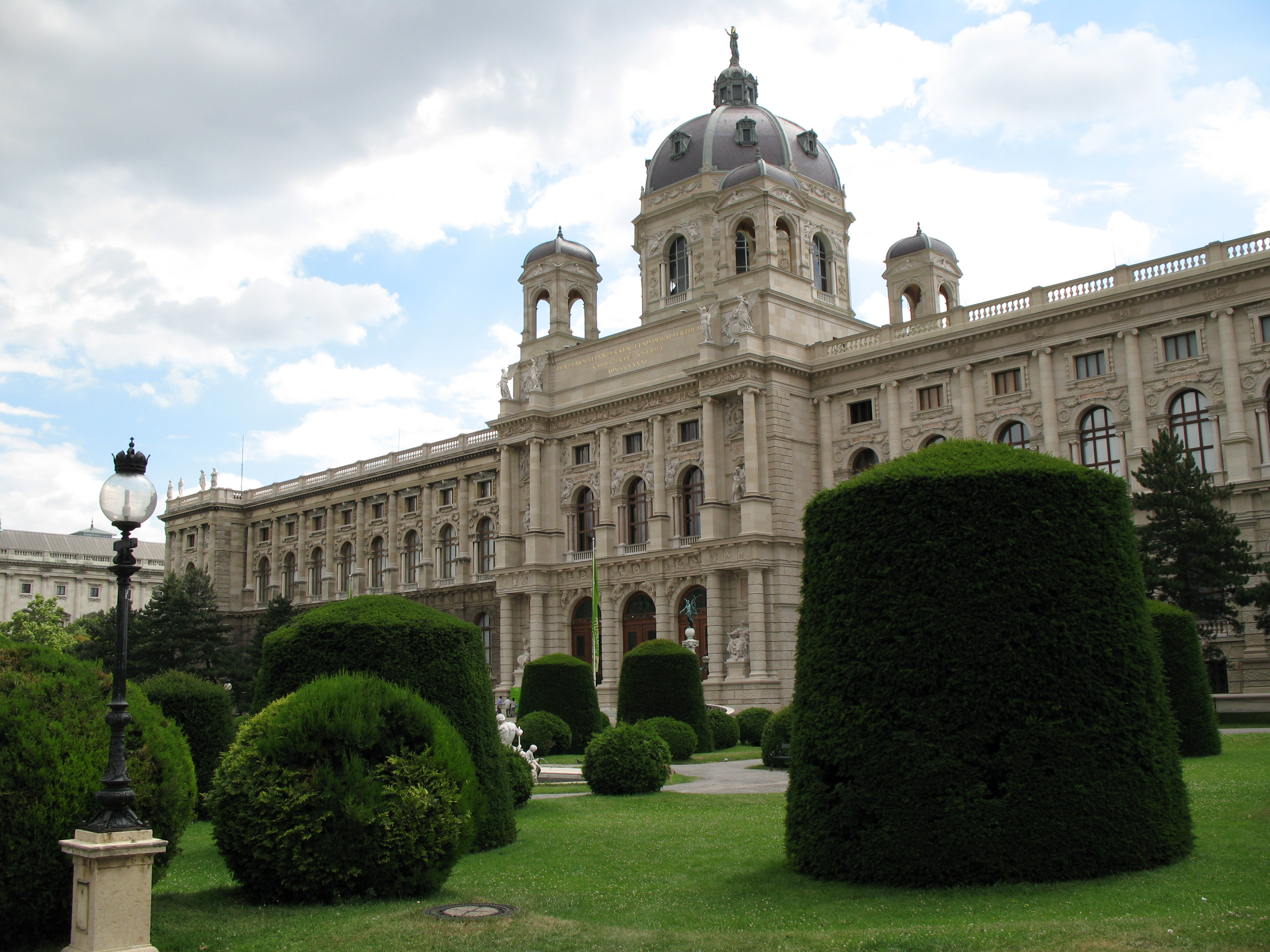
Mise Smrt umění se odehrává v městské galerii, která je vytvořena podle Uměleckohistorického muzea ve Vídni

Samotné přepadení sice proběhlo úspěšně, ale druhý den nalezne Tom Paulieho v jeho bytě mrtvého. Peníze z lupu jsou také ztraceny. Do bytu zavolá Sam a varuje Toma, že Salieri se dověděl o jejich akci a chce zabít i jeho. Nabídne schůzku v městské galerii. Ukáže se, že Sam nemá v úmyslu Toma chránit, a místo toho jej nalákal do pasti. V boji proti přesile mafiánů Tom zabije všechny protivníky a nakonec i Sama. Ten mu před smrtí sdělí některá fakta, zejména to, že Salieri věděl o Tomově nespolehlivosti, a že nechal nakonec najít a zastřelit prostitutku Michelle (která se přes svůj slib vrátila do Lost Heaven) i účetního Franka. Sdělí mu i to, že o těch diamantech mu Salieri nakonec řekl, pouze nechtěl, aby se někdo prořekl předem. Nakonec varuje Toma, že si ho mafie stejně najde.
Tom se stane korunním svědkem a svědčí proti mafii. Po procesu, v němž jsou vyneseny vysoké tresty včetně několika rozsudků smrti, dostane novou identitu a s rodinou se odstěhuje na druhý konec země, kde pracuje jako řidič u malé firmy.

#### Epilog (1951)
Epilog se odehrává 25. září 1951. K Tommyho domku přijíždějí v červeném sportovním autě dva muži. Poté, co hlavního hrdinu osloví jeho původním jménem (Tommy Angelo), jeden z nich vytáhne luparu a druhý muž vysloví známou hlášku „Pozdravuje vás pan Salieri“. Pak Tommyho zastřelí. Příběh se uzavírá vnitřním monologem Toma, který umírá na zkrvaveném trávníku. (Na tuto scénu odkazuje také volné pokračování Mafia II.)

## Hudba
Atmosféru hry doplňuje dobová hudba známých jazzových muzikantů (Django Reinhardt and the Hot Club de France, The Mills Brothers, Louis Armstrong, Louis Prima, Lonnie Johnson, Latcho Drom a jedna skladba od Louise Jordana and his Tympany Five) a původní hudba, kterou složil Vladimír Šimůnek a nahrál Český symfonický orchestr pod taktovkou Adama Klemense. Pasáž na konci obsahuje skladbu Lake of Fire, hranou Lordz of Brooklyn. Poslední verš písně si půjčuje hudební uspořádání od ústřední melodie k filmu Kmotr. Každá část města má svoji skladbu a v akčních pasážích scénu podbarvuje určitý hudební motiv.
| Interpret          | Skladba                                     | Místo nebo mise, kde lze skladbu slyšet                    |
| ------------------ | ------------------------------------------- | ---------------------------------------------------------- |
| The Mills Brothers | Caravan                                     | Město, Oakhill                                             |
| The Mills Brothers | Chinatown, My Chinatown                     | Město, Chinatown                                           |
| Duke Ellington     | The Mooche                                  | Město, Works Quarter                                       |
| Django Reinhardt   | Belleville                                  | Město, Central Island                                      |
| Django Reinhardt   | Cavalerie                                   | Město, Little Italy                                        |
| Django Reinhardt   | Echoes of France                            | Město, Oakwood                                             |
| Django Reinhardt   | Manoir de Mes Reves                         | Město, Hoboken                                             |
| Django Reinhardt   | Minor Swing                                 | Město, New Ark                                             |
| Django Reinhardt   | Vendredi 13                                 | Město, Down Town                                           |
| Django Reinhardt   | Lentement Mademoiselle                      | Krajina                                                    |
| Django Reinhardt   | Oiseaux des Iles                            | Krajina                                                    |
| Django Reinhardt   | Douce ambiance                              | Krajina                                                    |
| Lonnie Johnson     | Jet Black Blues                             | Krajina                                                    |
| Louis Prima        | I’m Living in a Great Big Way               | Krajina a mise Uprchlík                                    |
| Louis Prima        | Sing It Way Down Low                        | Omerta (letiště)                                           |
| The Mills Brothers | Tiger Rag                                   | Molotov Party (Morellův bar)                               |
| The Mills Brothers | Moanin’ For You                             | Skvělý obchod (parkoviště)                                 |
| The Mills Brothers | You Rascal, You                             | Bastard se štěstím (bar)                                   |
| Louis Armstrong    | I’m Not Rough                               | Radši si zvykej (bar)                                      |
| Louis Jordan       | You Run Your Mouth and I’ll Run My Business | Skvělý obchod                                              |
| Django Reinhardt   | Cou-cou                                     | Všechno nejlepší (loď)                                     |
| Django Reinhardt   | Coquette                                    | Smetánka (bar)                                             |
| Django Reinhardt   | Rhythm Futur                                | Jen tak pro radost (bar)                                   |
| The Mills Brothers | Out For No Good                             | Volební kampaň (bar)                                       |
| Latcho Drom        | La Verdine                                  | Uprchlík (ulička), Bastard se štěstím (železniční přejezd) |

## Vývoj

### PC verze
PC verze je nejstarší a nejobsáhlejší verze. I když se v USA skoro neprodávala, v Evropě byla úspěšná, hlavně v Německu (celkem asi jeden milion kusů). Avšak konzolová verze byla nejvíce prodávána právě v USA a v Evropě skoro vůbec. Tato situace nastala díky marketingu a masivní reklamní podpoře konzolové verze (celkem asi dva miliony kusů). Hra obsahuje také režim volné jízdy s možností volby scenérie (jízda městem či krajinou ve dne nebo v noci). Po dohrání všech příběhových misí se dále zpřístupní tzv. extrémní jízda, kde hráč může plnit řadu bláznivých (a někdy dost obtížných) úkolů, nesouvisejících s realisticky pojatým hlavním příběhem. Místo extrémní jízdy se ve hře původně měl nacházet závodní režim (pro jednoho i více hráčů) na různých tratích přímo v ulicích Lost Heaven. Závodní režim však nebyl včas dokončen (dnes se dá tento mód stáhnout) v požadované kvalitě a nakonec se na PC neobjevil ani v podobě slibovaného patche; byl však obsažen v konzolové verzi.
I přes skutečnost, že ke hře nebyl dodán žádný software pro její úpravy nebo technická dokumentace, se herní komunitě podařilo strukturu herních souborů (balíčků s vlastními soubory a následně i modelů, skriptů apod.) reverzním inženýrstvím rozluštit. V průběhu let byla vytvořena sada programů usnadňující editaci herních souborů a tvorbu modifikací, kterých vzniklo velké množství (některé z nich například zpestřují volnou jízdu, přidávají nové příběhové mise nebo zahalí celé Lost Heaven do sněhové pokrývky).
V roce 2014 byla serverem Bonusweb vyhlášena anketa o nejlepší česko-slovenskou videohru. Z celkem 13 143 hlasů Mafia získala 3866 a skončila na prvním místě daleko před druhou Operací Flashpoint.

### Konzolová verze
Mafia byla portována v roce 2004 na PlayStation 2 a Xbox. Původní verze byla vyvíjena a optimalizována výhradně pro provoz na PC. Jednorázový způsob nahrávání herního prostředí do paměti a jeho velký rozsah způsobily, že při portování hry pro konzole bylo nutné provést řadu radikálních řezů aby se dosáhlo plynulého chodu na konzolích s nižším výpočetním výkonem. Illusion Softworks nebyl do portování hry zapojen. Mnoho funkcí PC verze je v konzolové verzi odstraněno nebo redukováno (zalidnění města, policejní hlídky v okolí města, jízdní model, dohlednost, kvalita textur a modelů atd.).

## Speedrun
Pár let zpět začala být hra oblíbená mezi „speedrunnery“, neboli hráči kteří se snaží dohrát hru za co nejkratší dobu za pomocí dostupných „glitchů“ nebo chyb hry (ne však cheatů, ty jsou zakázány). Začátek speedrunů se datuje k roku 2014 a dnes se stávají čím dál tím více oblíbenými mezi českými i zahraničními hráči této hry. Přestože je průměrná herní doba kolem 16 hodin , tak průměrná herní doba u „speedrunu“ je okolo 3 hodin. Prvním, kdo pokořil magickou hranici 3 hodin, byl nizozemský speedrunner „kdstz“ s herním časem 2:58:07  a to v listopadu 2017. Současným světovým rekordmanem je ruský speedrunner „st4nzzz“ s herním časem 2:24:13 (duben 2025).
| Kategorie          | Čas     | Speedrunner | Datum             | Popis                                                                       | Zdroj  |
| ------------------ | ------- | ----------- | ----------------- | --------------------------------------------------------------------------- | ------ |
| Any%               | 2:24:13 | st4nzzz     | 21. dubna 2025    | dohrát hru co nejrychleji                                                   | [ 8 ]  |
| Any% Console       | 2:57:53 | damaol      | 19. prosince 2020 | dohrát konzolovou verzi hry                                                 | [ 9 ]  |
| MasterRace         | 4:57:49 | lollapooza  | 17. března 2024   | dohrát hru, avšak hráč může k dopravě využívat pouze auta ze série Bolt Ace | [ 10 ] |
| Free Ride Extreme  | 1:18:48 | ZyraxCZ     | 15. září 2024     | dohrát všechny mise v extrémní jízdě                                        | [ 11 ] |
| Any% Lucas Bertone | 3:39:49 | ptngms      | 7. září 2024      | dohrát hru také s vedlejšími úkoly od Lucase Bertoneho                      | [ 12 ] |
| Racing Mode        | 1:01:01 | Chazza354   | 8. května 2022    | vyhrát všechny závody v závodním módu (pouze konzolová verze)               | [ 13 ] |

## Hodnocení
Hra získala ve světě i v České republice vysoká hodnocení od hráčů i kritiky. I díky množství propracovaných meziherních animací a profesionálnímu dabingu hra dosahuje až filmových kvalit. Přednostmi je i úroveň zpracování města, interiérů a automobilů (kvalita a počet modelů, jízdní model).
Na hře byla kritizována slabá umělá inteligence počítačem řízených postav a místy přílišná obtížnost, daná především systémem ukládacích bodů. Hráči si stěžovali také na extrémně náročné závody (mise Fairplay) v původní verzi hry; později byla vydána oficiální záplata, která umožnila volbu obtížnosti před zahájením závodu (a současně odstranila chybu, díky které bylo možné zkrátit si cestu napříč závodním okruhem).
Hra byla hodnocena českými časopisy Score 92 %, GameStar 92 % a Level 91 %, servery BonusWeb.cz 94 %, Doupě.cz 90 % a Games.cz 90 %.

## Remake
Dne 13. května 2020 byl oznámen společností 2K Games remake Mafie pod názvem Mafia: Definitive Edition, který bude součástí Mafia: Trilogy. Remake byl vyvinut studiem Hangar 13, jež pracovalo na hře Mafia III. Remake vyšel 25. září 2020.